# ویلیام گریسون
ویلیام گریسون (به انگلیسی: William Grayson) سناتور سابق عضو حزب دموکرات-جمهوری‌خواه بود. وی در سال ۱۷۸۹ تا ۱۷۹۰ میلادی سناتور ایالت ویرجینیا در سنای ایالات متحده آمریکا بود.